# Elementary
Elementary es una serie de televisión estadounidense creada por Robert Doherty. Se estrenó en CBS el 27 de septiembre de 2012, y hasta la fecha se han emitido siete temporadas completas.

## Sinopsis
Se trata de una actualización contemporánea de las historias de Sherlock Holmes de Sir Arthur Conan Doyle, en la que el detective vive en los Estados Unidos, concretamente en la ciudad de Nueva York. La serie está protagonizada por Jonny Lee Miller, en el papel de Holmes, y Lucy Liu, en el de Joan Watson. Holmes es un consultor de Scotland Yard caído en desgracia que abandona Londres y se instala en Brooklyn, Estados Unidos, con el fin de rehabilitarse de su adicción a las drogas.
Allí vivirá con su acompañante terapéutica de abstinencia, Joan Watson, una doctora con un pasado difícil que con su trabajo busca una oportunidad para ayudar a los demás. Ambos formarán un dúo que se encargará de resolver crímenes por toda la ciudad de Nueva York.
Holmes contará también con el apoyo del capitán de policía Thomas 'Tommy' Gregson (Aidan Quinn), un experimentado investigador que valorará la capacidad de Holmes para resolver misterios. En busca de los criminales en la ciudad más importante del mundo, Holmes y Watson aprenderán a trabajar juntos, y pronto descubrirán que se necesitan el uno al otro para superar sus problemas y también los errores de su pasado.
El 12 de mayo de 2018, CBS renovó la serie para una séptima temporada de 13 episodios. El 17 de diciembre de 2018, se anunció que la serie terminaría después de la séptima temporada.

## Reparto

### Reparto principal
- Jonny Lee Miller es Sherlock Holmes.
- Lucy Liu es la doctora Joan Watson (la versión femenina del doctor John H. Watson).
- Jon Michael Hill es el detective Marcus Bell.
- Aidan Quinn es el capitán Thomas Gregson.

### Reparto recurrente
- Ato Essandoh es Alfredo Llamosa.
- Candis Cayne es Sra. Hudson.
- Natalie Dormer es Eileen / Irene Adler / Jamie Moriarty.
- Rhys Ifans es Mycroft Holmes.
- Sean Pertwee es Gareth Lestrade.
- Ophelia Lovibond es Kitty Winter.
- Raza Jaffrey es Andrew Mittal.
- John Noble es Morland Holmes.
- Betty Gilpin es Fiona Helbron.
- Nelsan Ellis es Shinwell Johnson.
- Desmond Harrington es Michael Rowan.

## Temporadas
| Temporada | Temporada | Episodios | Hora local (EST)                                       | Fecha de emisión original | Fecha de emisión original | Temporada en TV | Puesto en EE. UU. | Audiencia (en millones) |
| Temporada | Temporada | Episodios | Hora local (EST)                                       | Inicio de temporada       | Final de temporada        | Temporada en TV | Puesto en EE. UU. | Audiencia (en millones) |
| --------- | --------- | --------- | ------------------------------------------------------ | ------------------------- | ------------------------- | --------------- | ----------------- | ----------------------- |
|           | 1         | 24        | Jueves 10:00PM                                         | 27 de septiembre de 2012  | 16 de mayo de 2013        | 2012-13         | 14°               | 12.65                   |
|           | 2         | 24        | Jueves 10:00PM                                         | 26 de septiembre de 2013  | 15 de mayo de 2014        | 2013-14         | 20°               | 11.74                   |
|           | 3         | 24        | Jueves 10:00PM                                         | 30 de octubre de 2014     | 14 de mayo de 2015        | 2014-15         | 35°               | 11.12                   |
|           | 4         | 24        | Jueves 10:00PM (Ep.1-16) Domingo 10:00PM (Ep.17-24)    | 5 de noviembre de 2015    | 8 de mayo de 2016         | 2015-16         | 43°               | 9.14                    |
|           | 5         | 24        | Domingo 10:00PM                                        | 2 de octubre de 2016      | 21 de mayo de 2017        | 2016-17         | 46°               | 7.42                    |
|           | 6         | 21        | Lunes 10:00PM (Ep.1-14 16-21) Domingo 10:00PM (Ep. 15) | 30 de abril de 2018       | 17 de septiembre de 2018  | 2018            | 88°               | 5.42                    |
|           | 7         | 13        | Jueves 10:00PM                                         | 23 de mayo de 2019        | 15 de agosto de 2019      | 2019            | 110°              | 3.11                    |